# Zvonimir Krkljuš
Zvonimir Krkljuš (Zagreb, 25. travnja 1921. – Berlin, 29. listopada 2001.) bio je hrvatski pjevač i skladatelj zabavnih melodija, uz Ivu Robića najpopularniji pjevač 1950-ih.
U Rijeci je Krkljuš od 1951. do 1958. bio pojam u zabavnoj glazbi.
Kao skladatelj ostat će zapamćen kao autor prvih domaćih uspješnica Pjesma Zagrebu i Serenada Opatiji. 

## Životopis
Zvonimir Krkljuš rođen je u dobro stojećoj zagrebačkoj građanskoj obitelji, otac mu je bio trgovac, a majka rođena Njemica Maria Ferderber von Tannenberg bila je u mladosti glumica i pjevačica. Zvonimir je pod utjecajem majke zavolio glazbu, te je u gimnaziji učio operno pjevanje. Za rat je bio premlad tako da ga je bezbolno preživio, snimajući amaterske filmove s društvom svojih vršnjaka, preko filma upoznao je tada mladog Miljenka Prohasku koji je već tada vodio svoj orkestar, i počeo ulaziti u svijet glazbe.
Nakon rata, već 1945. Zvonimir Krkljuš počeo je pjevati na Radio Zagrebu, nastupajući uživo uz orkestar Žarka Černjula, sastav Kalmana Kočija i Big band Miroslava Killera. Krkljuš je uz Ivu Robića i Rajku Vali bio gotovo jedini pjevač zabavne glazbe kojeg se moglo čuti. Navečer je uz Ivu Robića nastupao u zagrebačkom  Grill Roomu (podrum Gradske kavane). Već tada je skladao šlager Hvala ti (1945.)  kojeg je najvjerojatnije oko 1946. snimio kao svoju prvu singl ploču (od šelaka) za ondašnji Elektroton (iz njega je nastao Jugoton), to je bila njegova prva uspješnica. Nakon nje skladao je 1949. svoj vjerojatno najveći hit – Pjesma Zagrebu.
Ljeto 1949. godine, proveo je u Dubrovniku, kao spiker Radio Dubrovnika, a uvečer je zabavljao goste Gradske kavane kao pjevač. 
Zbog zdravstvenih problema (bronhitis), se početkom 1950. preselio u Rijeku, gdje je dobio angažman kao glumac i pjevač u Riječkom kazalištu Ivana pl. Zajca. Riječko razdoblje života je za Zvonimira Krkljuša u glazbenom pogledu bilo je najplodonosnije. Rijeka je 1950-ih bila puno otvoreniji grad od većine ostalih gradova u unutrašnjosti, Krkljuš je u Rijeci našao i vrlo dobre suradnike u tadašnjem uredniku Radio Rijeke Mariju Kinelu i pijanistu Aleksandru Aci Petroviću i njegovu orkestru. U Rijeci je 1951. skladao svoju veliku uspješnicu Serenadu Opatiji, koja je kasnije postala poznata u izvedbi Ive Robića. Za Radio Rijeku snimio je brojne pjesme, koje je kasnije Jugoton snimio na ploče; prva u tom nizu bila je 1955. – Lili (prepjev hita Hi Lili hi Lili, hi lo), naslovna pjesma Bronisława Kapera za tada popularni film Lili, 1956. god. slijedio je ponovno prepjev američkog filmskog hita Arrivederci Roma Maria Lanze – Još jednom dovidjenja.
Neke od njegovih pjesama iz toga doba, koje je uglavnom skladao Kinel, postale su pravi evergreeni hrvatske glazbe; Bijela lađa plovi morem, Valcer o Kostreni (s riječankom Radojkom Delić), Kaži zašto me ostavi (N. Gounaris – N. Avtovski – D. Ristić – A. Petrović), Jedna noć u Kostreni, Ja pjevam tebi svake noći.
Zvonimir Krkljuš bio je nemirni duh, i nije ga držalo mjestom, a nije bio ni zadovoljan prihodima od glazbe, tako se sve više okretao drugim poslovima, poput organizacije zabavnih priredaba (organizirao je prve izbore za Miss po Jadranu), konferansi, a odlazio je i na dugotrajna krstarenja gdje je radio kao zabavljač gostiju i tako je polako počeo napuštati glazbu. Novi posao pronašao je 1958. godine u Jugotonu gdje je radio kao urednik u redakciji književno-glazbenih izdanja. 
Nakon demokratizacije zemlje poslije Privredne reforme 1964./1965., Krkljuš je 1972. godine otišao je u Njemačku na rad poput mnogih drugih. Nastanio se u Berlinu, i zaposlio kao upravitelj doma za radnike. Pored toga, bavio se i novinarstvom, kao autor i voditelj emisija za jugoslavenske gastarbeitere koje su tad emitirale brojne njemačke radio stanice, i kao vanjski suradnik zagrebačkog Vjesnika – u kojem je izvještavao o životu naših ljudi u Njemačkoj. 
Posljednja skladba koju je napisao bila je Na kraju balade 1975. godine.
Zvonimir Krkljuš dvaput se ženio, a od 1985. godine bio je udovac. Krkljuš se pred kraj svog života posvetio pisanju svojih uspomena, napisao je knjigu od čak 600 stranica, koja je zasada ostala samo u rukopisu.
Nakon kratke i teške bolesti Krkljuš je umro u Berlinu u 81. godini 29. listopada 2001., pokopan je na zagrebačkom groblju Mirogoj 7. studenog iste godine.

## Diskografija
Zvonimir Krkljuš snimio je više od pedeset ploča za svojeg djelatnog razdoblja 1945. – 1975. za Jugoton.

Nepotpuna lista najpoznatijih pjesama u izvedbi Zvonimira Krkljuša:
- Hvala ti, 1945. ili 1946., Elektroton, Zagreb
- Pjesma Zagrebu, 1949.
- Serenada Opatiji, 1951.
- Lily / Hi Lili hi Lili, hi lo (u duetu s Radojkom Delić) 1955, Jugoton,  C-6402
- Jedna noć u Kostreni  (u duetu s Radojkom Delić)
- Nemirna ljubav  (u duetu s Radojkom Delić)
- Vaya con Dios (u duetu s opernom pjevačicom Mirjanom Dančuo)
- Bijeli jorgovan (u duetu s Gitom Šerman)
- Ploveće kazalište (u duetu s Gitom Šerman)
- Pepita de Moallorca (u duetu s Beti Jurković)
- Kaži zašto me ostavi
- Ramona
- Nena
- Sve više
- Tebi za vjenčanje
- Ti koja dolaziš svakog jutra
- Ruže za rođendan (Ruže za rođendan, Tebe Nema, Nakon mnogih godina, Zagrebačke priče) 1970, Jugoton, EPY 4332[4]
- Štefek i Bara (za Festival kajkavske popevke, Krapina)
- Na kraju balade, 1975.

Croatia Records je 2001. izdao trostruki CD: Prozor u pedesete: Zaboravljene zvijezde; Zvonimir Krkljuš, Rajka Vali i Bruno Petrali pjevaju vam svoje uspjehe.

## Vanjske poveznice
- Biografija Zvonimira Krkljuša s portala barikada.com  Arhivirana inačica izvorne stranice od 21. studenoga 2008. (Wayback Machine)
- O Zvonimiru Krkljušu na portalu Muzej Rijeka  Arhivirana inačica izvorne stranice od 13. lipnja 2012. (Wayback Machine)
- Zvonimir Krkljuš izvodi – Još jednom doviđenja (Arrivederci Roma).mpeg
- Zvonimir Krkljuš izvodi – Lili (Hi Lili Hi Lo)
- Zvonimir Krkljuš: Pjesma Zagrebu, Vijenac, br. 202, 29. studenoga 2001.